# Benjamin Fitzpatrick
Benjamin Fitzpatrick, född 30 juni 1802 i Greene County, Georgia, död 21 november 1869 i Wetumpka, Alabama, var en amerikansk demokratisk politiker. Han var den 11:e guvernören i delstaten Alabama 1841-1845. Han representerade Alabama i USA:s senat 25 november 1848-30 november 1849, 14 januari 1853-3 mars 1855 och 26 november 1855-21 januari 1861.
Fitzpatrick studerade juridik och inledde 1821 sin karriär som advokat i Montgomery, Alabama. Han var sedan verksam som plantageägare i Autauga County. Han efterträdde 1841 Arthur P. Bagby som guvernör i Alabama. Han efterträddes fyra år senare av Joshua L. Martin.
Senator Dixon H. Lewis avled 1848 i ämbetet och Fitzpatrick blev utnämnd till senaten. Han efterträddes följande år av Jeremiah Clemens.
Senator William R. King avgick i december 1852 på grund av dålig hälsa. King hade blivit invald till USA:s vicepresident i presidentvalet 1852 och avled följande år en kort tid efter att ha tillträtt ämbetet som vicepresident. Fitzpatrick utnämndes till senaten i januari 1853 som Kings efterträdare och han valdes sedan till att stanna kvar i senaten fram till slutet av Kings mandatperiod. Delstatens lagstiftande församling kunde inte enas om en efterträdare till Fitzpatrick efter att mandatperioden löpte ut i mars 1855. Till sist omvaldes Fitzpatrick i november 1855.
Fitzpatrick nominerades till Stephen A. Douglas vicepresidentkandidat i presidentvalet 1860 men han tackade nej till nomineringen. Herschel Vespasian Johnson nominerades i stället. Fitzpatrick avgick som senator i januari 1861 i samband med Alabamas utträde ur USA.